# Staatliche Eufrasinnja-Polackaja-Universität Polazk

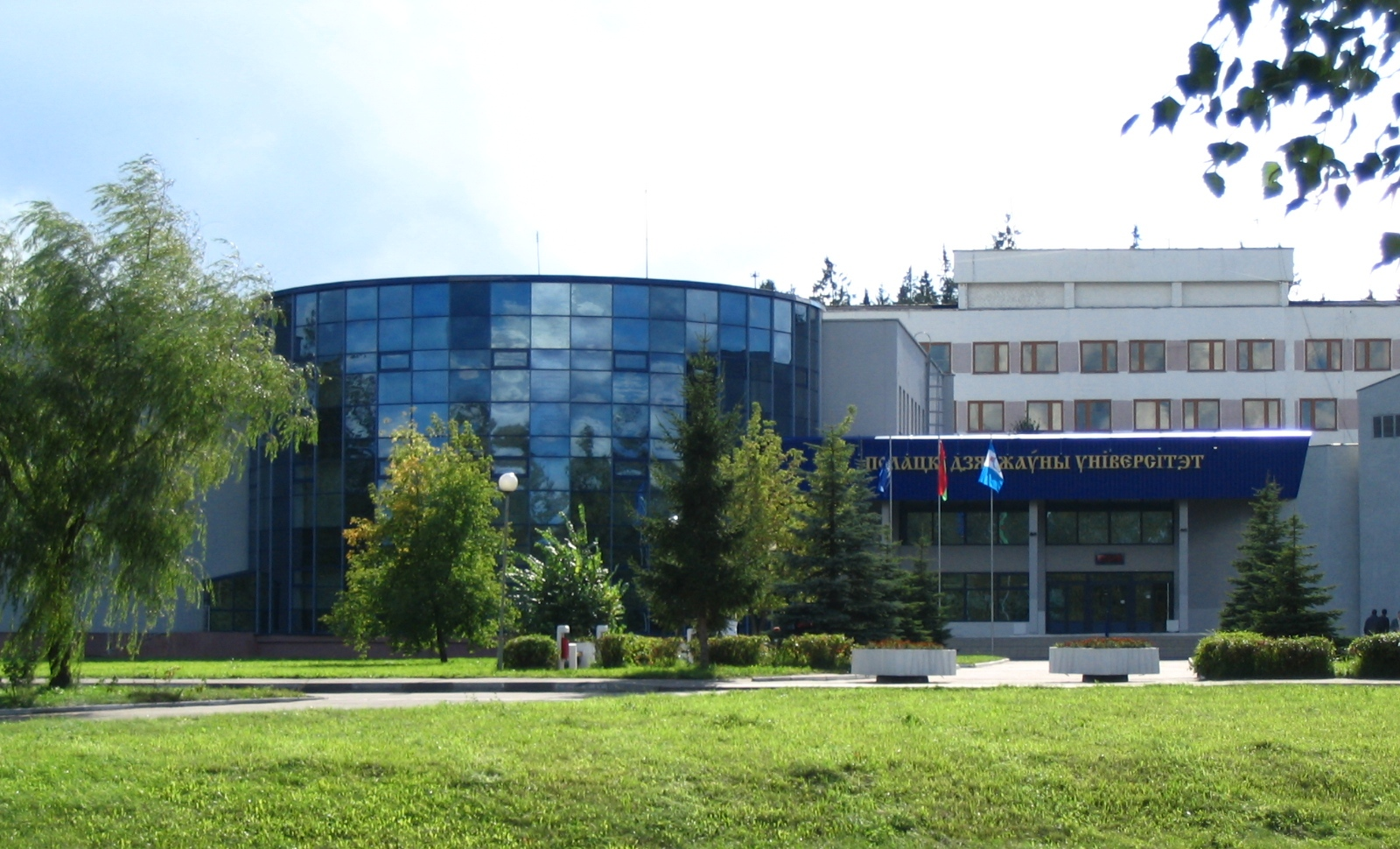
Staatliche Eufrasinnja-Polackaja-Universität Polazk

Die Staatliche Eufrasinnja-Polackaja-Universität Polazk (belarussisch Полацкі дзяржаўны ўніверсітэт імя Еўфрасінні Полацкай) ist eine Hochschule in Belarus.

## Geschichte
Die Hochschulbildung in Polozk blickt auf eine lange Tradition zurück. Im Jahre 1581 gründeten die Jesuiten ein Kollegium in Polozk, was sich bis zum Ende des 17. Jahrhunderts zu einer der bedeutendsten Lehrstätten in dieser Region entwickelte. 1812 wurde das Kollegium vom russischen Zaren Alexander I. in den Status einer Akademie erhoben. Sie bestand von 1812 bis 1820 und war die erste Hochschuleinrichtung auf dem heutigen belarussischen Gebiet.
Am 14. Juli 1968 wurde in Nowopolozk eine Filiale des Belarussischen Polytechnischen Instituts gegründet, an dem das Personal für die erdölverarbeitenden Fabriken in Novopolozk ausgebildet wurde. Am 1. Januar 1974 bekam es einen eigenständigen Status als Polytechnisches Institut Novopolozk. Daraus entstand am 14. September 1993 die Staatliche Universität Polozk.
2003 wurden die Gebäude des ehemaligen Jesuitenkollegiums in den Besitz der Staatlichen Universität Polozk übergeben. Nach einer zweijährigen Restaurierungszeit zogen dort die Geisteswissenschaftliche Fakultät sowie die Fakultät für Informatik ein.
2016 wurde ein dritter Campus in dem bei Polozk gelegenen Ort Mezhdureche eröffnet. Dort befinden sich die Fakultät für Sport und Pädagogik sowie die Juristische Fakultät.
Im Jahr 2022 wurde die Universität auf Anordnung des Bildungsministeriums nach der belarussischen Schutzheiligen Euphrosyne von Polazk (belarussisch Eufrassinnja Polazkaja) benannt.

## Symbole der Universität
Die Symbole der PSU sind: Flagge, Emblem und Hymne.
Die Hymne der Universität wurde von Gennadij Buravkin verfasst.

## Die Universität heute
An der Staatlichen Universität Polozk unterrichten 500 Lehrkräfte, davon 19 Habilitierte sowie 167 Promovierte.
Die PSU gibt den Anzeiger der Staatlichen Universität Polozk heraus. Diese Zeitung gehört zur „Liste wissenschaftlicher Publikationen in Belarus über die Veröffentlichung von Forschungsergebnissen“.
Einer der Schwerpunkte der PSU ist die Kooperation mit ausländischen Hochschulen. Mit der Technischen Universität München (Deutschland), der Technischen Hochschule Mannheim (Deutschland), der Königlich Technischen Hochschule Växjö (Schweden) sowie der Universität Växjö, als auch mit der Universität Genua (Italien) unterhält die PSU Verträge über die Zusammenarbeit im Bereich Bildung, Wissenschaft und Kultur.
Diese Vereinbarungen ermöglichen die akademische Mobilität von Studierenden und Lehrenden der genannten Hochschulen.
Seit 1996 nimmt die PSU an dem von der Europäischen Union finanzierten Projekt „Tempus“ teil, welches Hochschulkooperationen zwischen EU-Ländern und Nicht-EU-Ländern ermöglicht.
Seit 2008 gibt es an der PSU ein DAAD-Lektorat. In den vergangenen Jahren erhielt eine Vielzahl von Mitarbeitern und Studierenden ein DAAD-Stipendium an einer der Hochschulen in Deutschland. An der PSU finden regelmäßig Projekte und Veranstaltungen des DAAD als auch des Goethe-Instituts Minsk statt, an denen sich Lehrkräfte und Studierende aktiv beteiligen.
An der PSU gibt es eine Reihe an AGs und studentischen Klubs, wie etwa das verdiente studentische Theater „ART“ (russisch: «АРТ» ‚ART‘), die Tanzgruppe «Zhemchuzhina» (russisch: «Жемчужина»), die Tanzgruppe für modernen Tanz «TORYDANCE», das Studio für Sologesang «Nastrojenie» (russisch: «Настроение»), den studentischen Film- und Videoklub «Konspekt» (russisch: «Конспект»), die Studentenzeitung «Nastezh» (russisch: «Настежь»), den Klub intellektueller Spiele «RUBON» (russisch: «Рубон») sowie ein Touristenbüro, welches Führungen und Veranstaltungen für Gäste der Universität anbietet.
Alljährlich im Mai wird herausragenden Persönlichkeiten der PSU zum Tag der Universität der Preis „Quelle des Wissens“ verliehen.

Die Universität verfügt über sechs Wohnheime.

## Fakultäten
- Fakultät für Bauingenieurwesen
- Geisteswissenschaftliche Fakultät
- Fakultät für Radiotechnik
- Fakultät für Informatik
- Mechanische-Technologische Fakultät
- Fakultät für Wirtschaft und Finanzen
- Juristische Fakultät
- Fakultät für die Arbeit mit ausländischen Studierenden
- Fakultät zur Vorbereitung auf das Hochschulstudium